# Polskie Radio 4
Polskie Radio Czwórka (Viertes polnisches Hörfunkprogramm), auch Czwórka (Viertes) genannt, ist das digitale Programm des öffentlich-rechtlichen polnischen Rundfunks Polskie Radio.

## Geschichte
Das Programm ging am 2. Januar 1976 auf Sendung. Von Oktober 1994 bis Mai 2008 wurde das Programm Polskie Radio BIS und bis August 2010 Polskie Radio Euro genannt. Seit September 2016 ist das Programm nur noch digital im Internet und über DAB+ verfügbar, das UKW-Sendernetz wurde an den Nachrichtenkanal Polskie Radio 24 abgegeben.

## Inhalt
Das Programm wird für eine junge Zielgruppe gestaltet. Es gehören beispielsweise Musiksendungen über Folk, Reggae und Elektronik oder Wortbeiträge zu Film, Sport, Kultur und aktuelle Nachrichten zum Angebot. In den Nachtstunden ist das Programm unmoderiert.

## Empfang
In Polen ist das Programm über DAB+ flächendeckend verfügbar. Auf der Homepage des Senders sind ein Livestream und der Stream einer Webcam verfügbar.